# Comuna Luhove, Vasîlivka
Luhove (în ucraineană Лугове) este o comună în raionul Vasîlivka, regiunea Zaporijjea, Ucraina, formată din satele Lisne și Luhove (reședința).

## Demografie
Componența lingvistică a comunei Luhove
     Ucraineană (90,03%)
     Rusă (8,22%)
     Alte limbi (0,52%)
Conform recensământului din 2001, majoritatea populației comunei Luhove era vorbitoare de ucraineană (90,03%), existând în minoritate și vorbitori de rusă (8,22%) și armeană (1,05%).